# 阿克帕托克島
60°25′N 68°08′W / 60.417°N 68.133°W

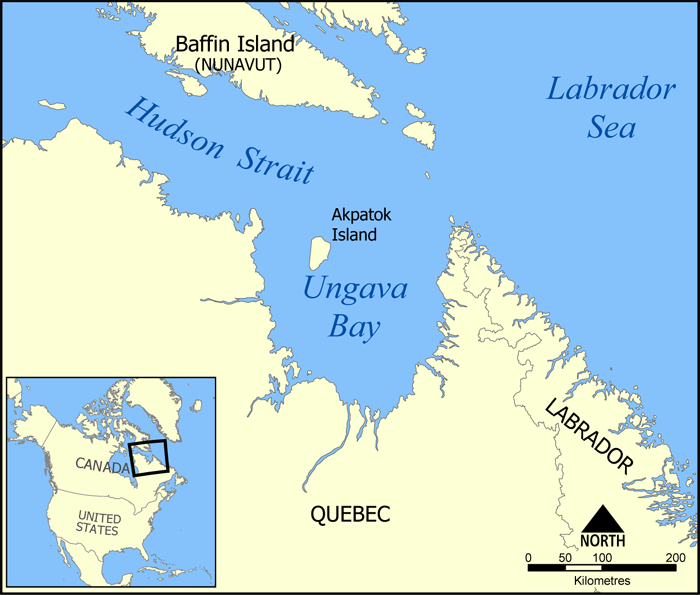

阿克帕托克島是加拿大的島嶼，位於昂加瓦灣，屬於北極群島的一部分，由基吉柯塔魯克地區負責管轄，長48公里、寬26公里，面積903平方公里，最高點海拔高度281米，島上無人居住。

## 外部連結
- Photo, 2001 （页面存档备份，存于） at oceandots.com